# Lista planetelor minore/159001–159100
Aceasta este Lista planetelor minore/159001–159100; pentru a naviga prin lista completă vezi Lista planetelor minore.
Pentru ale detalii vezi și Proiect:Astronomie sau Portal:Astronomie.
| Nume              | Denumire provizorie | Data descoperirii  | Locul descoperirii  | Descoperitor(i)     |
| ----------------- | ------------------- | ------------------ | ------------------- | ------------------- |
| 159001 -          | 2004 SL41           | 17 septembrie 2004 | Kitt Peak           | Spacewatch          |
| 159002 -          | 2004 SJ42           | 18 septembrie 2004 | Socorro             | LINEAR              |
| 159003 -          | 2004 SM50           | 22 septembrie 2004 | Socorro             | LINEAR              |
| 159004 -          | 2004 SR52           | 21 septembrie 2004 | Socorro             | LINEAR              |
| 159005 -          | 2004 SA54           | 22 septembrie 2004 | Socorro             | LINEAR              |
| 159006 -          | 2004 SH54           | 22 septembrie 2004 | Socorro             | LINEAR              |
| 159007 -          | 2004 TL1            | 4 octombrie 2004   | Goodricke-Pigott⁠(d) | R. A. Tucker⁠(d)     |
| 159008 -          | 2004 TC5            | 4 octombrie 2004   | Kitt Peak           | Spacewatch          |
| 159009 -          | 2004 TT7            | 5 octombrie 2004   | Haleakala           | NEAT                |
| 159010 -          | 2004 TX7            | 3 octombrie 2004   | Goodricke-Pigott⁠(d) | R. A. Tucker⁠(d)     |
| 159011 Radomyshl  | 2004 TX13           | 7 octombrie 2004   | Andrushivka⁠(d)      | Andrushivka⁠(d)      |
| 159012 -          | 2004 TT19           | 13 octombrie 2004  | Goodricke-Pigott⁠(d) | R. A. Tucker⁠(d)     |
| 159013 Kyleturner | 2004 TC21           | 15 octombrie 2004  | Needville⁠(d)        | Needville⁠(d)        |
| 159014 -          | 2004 TK24           | 4 octombrie 2004   | Kitt Peak           | Spacewatch          |
| 159015 -          | 2004 TV27           | 4 octombrie 2004   | Kitt Peak           | Spacewatch          |
| 159016 -          | 2004 TQ28           | 4 octombrie 2004   | Kitt Peak           | Spacewatch          |
| 159017 -          | 2004 TY32           | 4 octombrie 2004   | Kitt Peak           | Spacewatch          |
| 159018 -          | 2004 TZ35           | 4 octombrie 2004   | Kitt Peak           | Spacewatch          |
| 159019 -          | 2004 TF37           | 4 octombrie 2004   | Kitt Peak           | Spacewatch          |
| 159020 -          | 2004 TN37           | 4 octombrie 2004   | Kitt Peak           | Spacewatch          |
| 159021 -          | 2004 TN40           | 4 octombrie 2004   | Kitt Peak           | Spacewatch          |
| 159022 -          | 2004 TP42           | 4 octombrie 2004   | Kitt Peak           | Spacewatch          |
| 159023 -          | 2004 TN46           | 4 octombrie 2004   | Kitt Peak           | Spacewatch          |
| 159024 -          | 2004 TA47           | 4 octombrie 2004   | Kitt Peak           | Spacewatch          |
| 159025 -          | 2004 TQ48           | 4 octombrie 2004   | Kitt Peak           | Spacewatch          |
| 159026 -          | 2004 TA54           | 4 octombrie 2004   | Kitt Peak           | Spacewatch          |
| 159027 -          | 2004 TH54           | 4 octombrie 2004   | Kitt Peak           | Spacewatch          |
| 159028 -          | 2004 TP55           | 4 octombrie 2004   | Kitt Peak           | Spacewatch          |
| 159029 -          | 2004 TR55           | 4 octombrie 2004   | Kitt Peak           | Spacewatch          |
| 159030 -          | 2004 TS60           | 5 octombrie 2004   | Anderson Mesa       | LONEOS              |
| 159031 -          | 2004 TW66           | 5 octombrie 2004   | Anderson Mesa       | LONEOS              |
| 159032 -          | 2004 TK67           | 5 octombrie 2004   | Anderson Mesa       | LONEOS              |
| 159033 -          | 2004 TP68           | 5 octombrie 2004   | Anderson Mesa       | LONEOS              |
| 159034 -          | 2004 TW68           | 5 octombrie 2004   | Anderson Mesa       | LONEOS              |
| 159035 -          | 2004 TU74           | 6 octombrie 2004   | Kitt Peak           | Spacewatch          |
| 159036 -          | 2004 TO76           | 7 octombrie 2004   | Socorro             | LINEAR              |
| 159037 -          | 2004 TH77           | 7 octombrie 2004   | Anderson Mesa       | LONEOS              |
| 159038 -          | 2004 TD85           | 5 octombrie 2004   | Kitt Peak           | Spacewatch          |
| 159039 -          | 2004 TO93           | 5 octombrie 2004   | Kitt Peak           | Spacewatch          |
| 159040 -          | 2004 TB94           | 5 octombrie 2004   | Kitt Peak           | Spacewatch          |
| 159041 -          | 2004 TO96           | 5 octombrie 2004   | Kitt Peak           | Spacewatch          |
| 159042 -          | 2004 TU97           | 5 octombrie 2004   | Kitt Peak           | Spacewatch          |
| 159043 -          | 2004 TW97           | 5 octombrie 2004   | Kitt Peak           | Spacewatch          |
| 159044 -          | 2004 TG112          | 7 octombrie 2004   | Kitt Peak           | Spacewatch          |
| 159045 -          | 2004 TU115          | 13 octombrie 2004  | Goodricke-Pigott⁠(d) | Goodricke-Pigott⁠(d) |
| 159046 -          | 2004 TZ117          | 5 octombrie 2004   | Anderson Mesa       | LONEOS              |
| 159047 -          | 2004 TT120          | 6 octombrie 2004   | Palomar             | NEAT                |
| 159048 -          | 2004 TY123          | 7 octombrie 2004   | Socorro             | LINEAR              |
| 159049 -          | 2004 TH126          | 7 octombrie 2004   | Socorro             | LINEAR              |
| 159050 -          | 2004 TO126          | 7 octombrie 2004   | Socorro             | LINEAR              |
| 159051 -          | 2004 TB127          | 7 octombrie 2004   | Socorro             | LINEAR              |
| 159052 -          | 2004 TR130          | 7 octombrie 2004   | Socorro             | LINEAR              |
| 159053 -          | 2004 TQ133          | 7 octombrie 2004   | Anderson Mesa       | LONEOS              |
| 159054 -          | 2004 TW139          | 9 octombrie 2004   | Anderson Mesa       | LONEOS              |
| 159055 -          | 2004 TU143          | 4 octombrie 2004   | Kitt Peak           | Spacewatch          |
| 159056 -          | 2004 TG144          | 4 octombrie 2004   | Kitt Peak           | Spacewatch          |
| 159057 -          | 2004 TL144          | 4 octombrie 2004   | Kitt Peak           | Spacewatch          |
| 159058 -          | 2004 TW144          | 4 octombrie 2004   | Kitt Peak           | Spacewatch          |
| 159059 -          | 2004 TC146          | 5 octombrie 2004   | Kitt Peak           | Spacewatch          |
| 159060 -          | 2004 TQ148          | 6 octombrie 2004   | Kitt Peak           | Spacewatch          |
| 159061 -          | 2004 TM151          | 6 octombrie 2004   | Kitt Peak           | Spacewatch          |
| 159062 -          | 2004 TO152          | 6 octombrie 2004   | Kitt Peak           | Spacewatch          |
| 159063 -          | 2004 TJ168          | 7 octombrie 2004   | Socorro             | LINEAR              |
| 159064 -          | 2004 TA171          | 7 octombrie 2004   | Socorro             | LINEAR              |
| 159065 -          | 2004 TF171          | 7 octombrie 2004   | Socorro             | LINEAR              |
| 159066 -          | 2004 TN177          | 6 octombrie 2004   | Kitt Peak           | Spacewatch          |
| 159067 -          | 2004 TH191          | 7 octombrie 2004   | Kitt Peak           | Spacewatch          |
| 159068 -          | 2004 TQ192          | 7 octombrie 2004   | Kitt Peak           | Spacewatch          |
| 159069 -          | 2004 TD193          | 7 octombrie 2004   | Kitt Peak           | Spacewatch          |
| 159070 -          | 2004 TC197          | 7 octombrie 2004   | Kitt Peak           | Spacewatch          |
| 159071 -          | 2004 TU197          | 7 octombrie 2004   | Kitt Peak           | Spacewatch          |
| 159072 -          | 2004 TM202          | 7 octombrie 2004   | Kitt Peak           | Spacewatch          |
| 159073 -          | 2004 TP202          | 7 octombrie 2004   | Kitt Peak           | Spacewatch          |
| 159074 -          | 2004 TX204          | 7 octombrie 2004   | Kitt Peak           | Spacewatch          |
| 159075 -          | 2004 TO205          | 7 octombrie 2004   | Kitt Peak           | Spacewatch          |
| 159076 -          | 2004 TT205          | 7 octombrie 2004   | Kitt Peak           | Spacewatch          |
| 159077 -          | 2004 TU206          | 7 octombrie 2004   | Kitt Peak           | Spacewatch          |
| 159078 -          | 2004 TM207          | 7 octombrie 2004   | Kitt Peak           | Spacewatch          |
| 159079 -          | 2004 TC210          | 8 octombrie 2004   | Kitt Peak           | Spacewatch          |
| 159080 -          | 2004 TG223          | 7 octombrie 2004   | Socorro             | LINEAR              |
| 159081 -          | 2004 TN224          | 8 octombrie 2004   | Kitt Peak           | Spacewatch          |
| 159082 -          | 2004 TU237          | 9 octombrie 2004   | Socorro             | LINEAR              |
| 159083 -          | 2004 TY242          | 6 octombrie 2004   | Socorro             | LINEAR              |
| 159084 -          | 2004 TK250          | 7 octombrie 2004   | Palomar             | NEAT                |
| 159085 -          | 2004 TO256          | 9 octombrie 2004   | Kitt Peak           | Spacewatch          |
| 159086 -          | 2004 TG275          | 9 octombrie 2004   | Kitt Peak           | Spacewatch          |
| 159087 -          | 2004 TY275          | 9 octombrie 2004   | Kitt Peak           | Spacewatch          |
| 159088 -          | 2004 TD282          | 12 octombrie 2004  | Anderson Mesa       | LONEOS              |
| 159089 -          | 2004 TO287          | 9 octombrie 2004   | Socorro             | LINEAR              |
| 159090 -          | 2004 TD288          | 9 octombrie 2004   | Kitt Peak           | Spacewatch          |
| 159091 -          | 2004 TL294          | 10 octombrie 2004  | Kitt Peak           | Spacewatch          |
| 159092 -          | 2004 TS294          | 10 octombrie 2004  | Kitt Peak           | Spacewatch          |
| 159093 -          | 2004 TB296          | 10 octombrie 2004  | Kitt Peak           | Spacewatch          |
| 159094 -          | 2004 TL303          | 9 octombrie 2004   | Kitt Peak           | Spacewatch          |
| 159095 -          | 2004 TM317          | 11 octombrie 2004  | Kitt Peak           | Spacewatch          |
| 159096 -          | 2004 TO321          | 11 octombrie 2004  | Kitt Peak           | Spacewatch          |
| 159097 -          | 2004 TE324          | 11 octombrie 2004  | Kitt Peak           | Spacewatch          |
| 159098 -          | 2004 TA333          | 9 octombrie 2004   | Kitt Peak           | Spacewatch          |
| 159099 -          | 2004 TH334          | 9 octombrie 2004   | Kitt Peak           | Spacewatch          |
| 159100 -          | 2004 TU349          | 9 octombrie 2004   | Kitt Peak           | Spacewatch          |